# Моя
Мо́я — река, протекающая в Ярском районе Удмуртии. Устье реки находится в 44 км по левому берегу Лекмы. Длина реки составляет 14 км.
Моя берёт начало на Красногорской возвышенности в 12 км к юго-западу от деревни Ворца. Течёт на север-северо-восток и впадает в Лекму недалеко от села Зянкино. Имеет несколько мелких притоков.
На реке расположены сёла Бердыши, Ганино, Дусыково, Моино и Зянкино. Через реку построен автомобильный мост в Зянкино.